# Maximilian Riedmüller
Maximilian Riedmüller (född 4 januari 1988 i München) är en tysk fotbollsspelare som spelar som målvakt för Bayern München. Han gjorde debut i B-laget den 1 mars 2009 som en avbytare till en skadad Thomas Kraft i en 3. Ligamatch mot Carl Zeiss Jena. Säsongen 2011/2012 blev han uppflyttad till Bayern Münchens A-lag och fick nummer 24.